# Mardock Scramble
Mardock Scramble (яп. マルドゥック・スクランブル Марудокку Сукурамбуру) Мэрдок Скрэмбл — серия ранобэ и манги, авторства То Убукаты. По их мотивам были созданы 3 полнометражных фильма, повествующие о молодой девушке по имени Рун Балот, которая, став жертвой изнасилования и поджога, была воскрешена в тайной лаборатории и стала частично киборгом, чтобы уничтожить насильника и его преступный синдикат.
Первая ранобэ начала публиковаться в Японии в мае 2003 года, выпуск закончился в июне того же года. Позже То Убуката начал выпускать мангу.
По мотивам манги в 2010—2012 годах было выпущено 3 полнометражных фильма.

## Сюжет
Действие происходит в неопределённом будущем: в западном мегаполисе по имени Камина Сити. Хотя технологии продвинуты достаточно, чтобы например управлять анти-гравитационным транспортом, в городе царит нищета и беззаконие. Городом де-факто управляют коррупционеры и преступные синдикаты, чьи преступления, какими бы они вопиющими не были — всегда будут прикрываться. Один из них — молодой олигарх и владелец казино по имени Шелл. Он находит, или похищает девушек, насилует их, а потом убивает. Чтобы чувствовать свою «невинность», Шелл каждый раз стирает воспоминания, связанные с очередной убитой девушкой. Его новой жертвой становится Рун Баллот, которую Шелл освобождает из тюрьмы в обмен на невольничество и по старому сценарию, насилует девушку и подрывает машину с ней. Рун однако не умирает, хотя пол её тела сожжено. Девушку реанимирует учёный по имени Истер и заменяет сожженные органы, в том числе и кожу на синтетические. Рун получает сверхспособности, позволяющие на расстоянии управлять техникой. У девушки появляется новая цель — во что бы то ни стало найти и наказать Шелла и его преступный синдикат. Позже общественность узнаёт о «воскрешении» Рун и под давлением «высших кругов» начинает полномасштабную охоту на девушку. Её опаснейшим противником станет Бойленд, который как и она — является человеком-киборгом. Хотя убить девушку — его задача, у Бойленда иная цель — отобрать у неё Уфкоку, который отверг Бойленда.

## Список персонажей
Рун Балот — главная героиня истории. Родом из неблагополучной семьи. Отец всё время насиловал девушку, из-за чего брат Рун в порыве ярости убил отца. О судьбе брата ничего неизвестно, но Рун, чтобы прокормить себя, начала работать в публичном доме, который позже прикрыли. Рун попала в тюрьму, но её оттуда освободил Септинос Шелл, который сделал Рун своей невольницей. Шелл изнасиловал девушку и подорвал машину с ней. Рун получила ожоги IV степени, но выжила, однако смерть была лишь вопросом времени. Её спас доктор Истер, который заменил сгоревшие части тела, в том числе и кожу на синтетические. Единственное, что Рун не получила обратно — свой голос. После «воскрешения» Рун получила способности управлять на расстоянии техникой, к физической математике, с помощью которой теперь может предугадывать ближайшее будущее, например траекторию движения пуль. Её постоянным спутником становится Уфкоку, к которому Рун быстро начинает испытывать любовные чувства. Ей очень больно видеть, что невинных девушек эксплуатируют, как объект развлечения, и Рун жаждет отомстить Шеллу. Когда становится известно, что Рун «не умерла», Шелл осознаёт, что девушка может разоблачить его деятельность и нанимает Бойленда, чтобы уничтожить Рун, и параллельно подаёт на неё в суд, обвиняя Рун в подстрекательстве убийства отца. Девушка решает вернуть всю память Шеллу, которая тайно хранится в золотых фишках его казино и, используя математические способности и помощь Уфкоку, выигрывает в казино и удачно добывает информацию. В финале истории возвращает всю память обратно Шеллу.
Сэйю: Мэгуми Хаясибара
Уфкоку — уникальное существо, созданное на основе генетического материала мыши. Может принимать форму любого оружия или одежды, также обладает высоким интеллектом и способностью, к физической математике, предугадывая ближайшее будущее и действия людей. В исходной форме является мышью с золотистым оттенком. Создавался изначально в военных целях, но сам миролюбив и не приемлет излишнего насилия, называя это злоупотреблением. Его первым хозяином был Бойленд, при этом Уфкоку был неопытным и только учился говорить. Чрезмерная жестокость Бойленда заставила Уфкоку отвергнуть его. Когда Рун «злоупотребила» Уфкоку, он простил ей это, так как осознавал, что девушка вышла из себя из-за душевных страданий. После этого Уфкоку был тяжело ранен и пережил реанимацию. После этих событий Рун стала очень бережно относиться к Уфкоку.
Сэйю: Норито Ясима
Доктор Истер — молодой учёный, который воскресил Рун с помощью запрещённых технологий.
Сэйю: Хироки Тоти
Шелл Септинос — молодой хозяин крупного казино, олигарх и маньяк-убийца. Когда-то у него была возлюбленная, но из-за её смерти Шелл сошёл с ума; также этому способствовала мать, которая насиловала сына. Мать стала первой жертвой Шелла, которую он подорвал с машиной. После чего Шелл начал снова и снова находить девушек, насиловать их и убивать разными способами. При этом Шелл стирал свою память о предыдущих девушках и каждый раз, убивая, думал, что делает это в первый раз. Несмотря на то, что он защищён от уголовного преследования, среди высших кругов давно гуляют слухи о Шелле как о насильнике. В конце истории Рун возвращает всю память Шеллу, заставляя впасть его в шок.
Сэйю: Кадзуя Накаи
Бойленд — подчинённый Шелла, которому поручили уничтожить Рун. Он, как и главная героиня — частично киборг, и долгое время жил в лаборатории «Рай». Способен управлять гравитацией и самый опасный противник для Рун. Он также охотится на девушку, так как хочет вернуть себе обратно Уфкоку, который когда-то отверг его. Бойленд решил это сделать любой ценой, так как сам испытывает к ему «отцовские» чувства и не может смирится с тем, что Уфкоку сбежал. В конце Рун убивает его, ранив в сердце.
Сэйю: Цутому Исобэ
Уэллдан — торговец органами, на левой руке у него пришит женский орган, который он периодически ласкает. Заключает сделку с Бойлендом, чтобы заполучить женский орган Рун. В конце концов его жестоко убивает сама Рун.
Сэйю: Масахико Танака
Труляля — молодой парень, который живёт в лаборатории «Рай», так как его тело было нежизнеспособно, многие органы были заменены на синтетические, что позволяет парню больше не дышать, и общаться посредством органа на голове. Находится в любовных отношениях с Траляля, дельфином, который с помощью технологий может общаться. Сам Труляля никогда не жил в человеческом обществе. Из-за этого он не знает, как правильно взаимодействовать с людьми, в частности, как отвечать на агрессию, из-за чего потерял 2 руки при встрече с подчинённым Уэлдана.
Белл Уинг — крупье стола рулетки в казино Шелла Септиноса. Начала работать в казино, чтобы заработать на лечение мужа. Муж всё же умер, но она продолжила свою работу.
Марлоу Джон Фибер — дилер, работник, выполняющий роль, раздающего карты, карточного стола в казино Шелла Септиноса.
Эшли Харвест — шеф, особый консультант, дилер и крупье в одном лице в казино Шелла Септиноса. Мастер высшего класса. В игре Блек-Джек, может 300 карт перетасовать так, что бы манипулировать игроками, в итоге оставляя их ни с чем.

## Медиа

### Новелла
Автором ранобэ является То Убуката, а иллюстратором — Кацуя Тэрада. Новелла публиковалась в журнале Hayakawa's SF Magazine с мая по июль 2003 года. Ранобэ была лицензирована американской компанией Viz Media, которая опубликовала все 3 главы на территории США 18 января 2011 года.

### Манга
Автором манги является То Убуката, а иллюстратором — Ёситоки Ойма. Манга публиковалась изданием Kodansha в журнале Bessatsu Shōnen Magazine с 9 октября 2009 года по 9 мая 2012 года. Всего выпущено 7 томов манги. Первый том вышел 17 марта 2010 года, а последний — 9 июня 2012 года. Подразделение издательства Kodansha — Kodansha Comics USA публиковала мангу на английском языке; первый том был выпущен 23 августа 2011 года, а последний — 21 мая 2013 года.
| № | Японский        | Японский               | Английский      | Английский          |
| № | Дата публикации | ISBN                   | Дата публикации | ISBN                |
| - | --------------- | ---------------------- | --------------- | ------------------- |
| 1 | 17 марта 2010   | ISBN 978-4-06-384278-4 | 23 августа 2011 | ISBN 978-1935429531 |
| 2 | 17 августа 2010 | ISBN 978-4-06-384353-8 | 18 октября 2011 | ISBN 978-1935429548 |
| 3 | 15 октября 2010 | ISBN 978-4-06-384389-7 | 6 декабря 2011  | ISBN 978-1935429555 |
| 4 | 7 января 2011   | ISBN 978-4-06-384408-5 | 21 февраля 2012 | ISBN 978-1612620664 |
| 5 | 9 июня 2011     | ISBN 978-4-06-384499-3 | 19 июня 2012    | ISBN 978-1612621197 |
| 6 | 9 декабря 2011  | ISBN 978-4-06-384574-7 | 30 октября 2012 | ISBN 978-1612622385 |
| 7 | 9 июня 2012     | ISBN 978-4-06-384698-0 | 21 мая 2013     | ISBN 978-1612622989 |

### OVA
В 2005 году компания Gonzo объявила, что студия Geneon планирует создать OVA-серии по мотивам ранобэ. Режиссёром выступит Ясуфуми Соэдзима, сценаристом — Убуката, и дизайнером персонажей — Рэйндж Мурата, известный такими экранизациями, как Последняя субмарина или Изгнанник. Однако в 2006 году проект был заморожен.

### Аниме-фильмы
18 января 2010 года официально стало известно о предстоящей экранизации произведения Mardock Scramble. Позже стало известно, что это будут полнометражные аниме-фильмы, образующие трилогию. Над анимацией работала студия GoHands, а производством — Aniplex. Режиссёром выступил Сусуму Кудо, а над сценарием работал автор оригинала — Убуката.
1. Первый фильм: Mardock Scramble Asshuku (яп. マルドゥック・スクランブル 圧縮 Марудокку Сукурамбуру Ассюку) был показан в японских кинотеатрах 6 ноября 2010 года.[19]
2. Второй фильм: Mardock Scramble Nenshou (яп. マルドゥック・スクランブル 燃焼 Марудокку Сукурамбуру Нэнсё) был показан в японских кинотеатрах 3 сентября 2011 года.[20]
3. Третий фильм: Mardock Scramble Haiki (яп. マルドゥック・スクランブル 排気 Марудокку Сукурамбуру Хайки) был показан в японских кинотеатрах 29 сентября 2012 года.[21]

Все 3 фильма были лицензированы компанией Sentai Filmworks, первое DVD издание было выпущено 27 сентября 2011 года, а вслед за ним Blu-Ray-издание 13 марта 2012 года. Некоторые сцены фильма на DVD-издании с изображением интимных частей тела были цензурированны. В Blu-Ray доступны 2 варианта фильма: с наличием и без цензуры.

### Дорама
30 мая 2012 года компании Dentsu и Hayakawa Publishing приобрели право на снятие по мотивам Mardock Scramble дорамы. Режиссёром и продюсером должен стать Майкл Девис. Тем не менее 31 мая редактор Хякавы — Ёсихиро Сиодзава подтвердил, что права на фильм ещё не проданы, а идея обсуждалась только на переговорах.

## Интересные факты
- Большинство имён персонажей в той или иной степени связаны со словом «яйцо». Например словом Балут на малайском обозначают оплодотворённый эмбрион утиного яйца, который готовят, как блюдо; Уфкоку (Oeuf Coque) с французского переводится, как «варёное яйцо»; Имя Доктор Истер является английской аллюзией на «пасхальные яйца» (еaster eggs); Имя Димсдэйл Бойлд является английской аллюзией на «варённые яйца» (boiled eggs). Шелл Септинос — аллюзия на английское слово «яичная скорлупа» (egg shells); Траляля и Труляля — имена 2-х персонажей яице-подобных персонажей из сказки Алиса в Зазеркалье и тд…[25]

## Обзоры
- Беннет, Стив. Review: 'Mardock Scramble' Vol. 1 (Manga). ICv2 (30 сентября 2011).
- Эллингвуд, Холли. Mardock Scramble. Active Anime (12 сентября 2011).
- Ханли, Энди. Review: Mardock Scramble. UK Anime Network (13 апреля 2011). Архивировано 27 декабря 2011 года.
- Ханли, Энди. Manga Review: Mardock Scramble Vol. 1. UK Anime Network (1 сентября 2011).
- Мартин, Терон. Mardock Scramble: The First Compression DVD. Anime News Network (13 сентября 2011).
- Ру, Бриан. Howling Mad Mardock – BD. Anime News Network (25 января 2011).